# 堕落論
『堕落論』（だらくろん）は坂口安吾の随筆・評論。坂口の代表的作品である。第二次世界大戦後の混乱する日本社会において、逆説的な表現でそれまでの倫理観を冷徹に解剖し、敗戦直後の人々に明日へ踏み出すための指標を示した書。敗戦となり、特攻隊の勇士も闇屋に堕ち、聖女も堕落するのは防げないが、それはただ人間に戻っただけで、戦争に負けたから堕ちるのではなく、人間だから堕ちるのであり、生きているから堕ちるだけだ、と綴られている。旧来の倫理や道徳の否定といった次元ではなく、偉大でもあり卑小でもある人間の本然の姿を見つめる覚悟を示している作品である。
1946年（昭和21年）4月1日、雑誌『新潮』（第43巻第4号）に掲載され、同年12月1日に続編（のち『続堕落論』）が、雑誌『文學季刊』第2号・冬季号の「評論」欄に掲載された。単行本は翌年1947年（昭和22年）6月25日に銀座出版社より刊行された。文庫版は角川文庫、新潮文庫などで重版されている。

## あらすじ
坂口安吾は、戦中に比べ終戦後のすっかり変わり果てた世相を見ながら、人間性の本然の中にある「堕落」を考察し、戦争に負けたから堕落するのではなく、元から堕落の本性が備わっているのが人間であることを洞察する。しかしながら、一方でまた人間は、堕落しきることもできない人性も持ち合わせ、全くの自由を許されると不可解な不自由さを感じ、人間性を超えるような義士や聖女、神性を持つ威厳的なるものを追い求めて止まない生き物であることを、自分自身を顧みながら指摘している。そして人間の本性は、政治の変革などでは変わることも救われることもなく、そうした他者からの借り物ではない、自分自身の美なる真理を編み出すためには、堕ちるべき道を正しく堕ちきることが必要であると、当時の世相を背景にして以下のように説いている。
終戦で世相も変わり果て、戦火に花と散った若い勇士と同じ立場だった生き残りの帰還兵も闇屋になり、健気な心情で男を見送り、亡夫の位牌に額ずいていた女にもやがて新しい男ができてゆく。それは人間が変わったのでなく、元から人間とはそうしたものであり、変化したのは世の中の表層だけである。
戦時中に政治家・軍人が未亡人の恋愛小説を発禁した理由も、彼らが女心に無知だったのでなく、女心の移ろいやすさを知り過ぎていたからである。無垢なもの美しいものを、そのままで留めておきたいという気持は一般的心情であり、私自身、数年前に姪が21歳で自殺した時、美しい生娘のうちに死んで良かったような気もしたものである。一見清楚であったが、生きていれば堕落し見るに堪えない地獄の生涯を送りそうな彼女であったからだ。
日本の武人が考え出した武士道も、そうした人間の堕落の弱点に対する防壁であり、自身や部下たちを律するための方策でもあった。仇討の法や、「生きて捕虜の恥を受けるべからず」などの規定があったのも、憎悪心が長続きせず、昨日の敵は今日の友といった楽天性や妥協性を日常茶飯事とする日本人を鼓舞するために編み出されたものであった。日本人は規約に従順であるが、我々の偽らぬ心情は規約と逆なものである。
天皇制も極めて日本的、独創的な政治作品であり、日本人の性癖を洞察しその性癖の中に天皇制を発見していた日本の政治家たち（貴族や武士）は、自らも天皇を拝賀することを大いに好んで満足した。またそれにより彼らは威厳を民に示し、さらに自身の威厳をも感じていた。今日の我々はその馬鹿らしさを笑いがちだが、他の事柄でも同様のことを我々自身が常日頃やっており、己自身のことは気づかないだけである。
日本人のような国民性には大義名分のために天皇が必要で、それぞれの政治家本人は必ずしもそれを必要と思わなくとも、歴史的嗅覚において自らの居る現実を疑うことはなかった。豊臣秀吉は聚楽に行幸を仰ぎ自ら盛儀に泣いていたが、それにより自身の威厳を感じると共に、宇宙の神をそこに見ていた。要するに天皇制というものは、武士道や婦人貞節の禁制と同種のもので、それ自体は宇宙真理ではないが、洞察の真理において人間的であり、そこに至る歴史的な発見や洞察には軽率に否定はできないものが含まれているのである。
美を美のままに終わらせたいという人情は、私自身の中にもあり、それを消し去ることはできない。堕ちるべき地獄の人生遍歴や淪落自体が美だという見方もあるだろうが、私はそれを60歳の老醜の上に見るよりも、20歳の美女を好むのである。「死んでしまえば身も蓋ふたもない」、「敗戦して結局気の毒なのは戦歿した英霊たちだ」という考え方も、私は素直に肯定することができない。
戦争中、私は臆病者で血を見るのも嫌いであったが、偉大な破壊が好きであった。死と隣り合わせの戦火の中、私は爆弾や焼夷弾に抗いつつも狂暴な破壊に興奮していた。にもかかわらずこの時ほど人間を愛し懐かしんでいた時はないような思いがする。戦争中の日本は嘘のような理想郷で、実際に泥棒すらもなく、ただ虚しい美しさばかりであった。1人の馬鹿であった私は、惚れ惚れとその美しさに見とれていたのだ。あの偉大な破壊の下では、運命はあったが、堕落はなかった。偉大な運命。運命に従順な人々の美しさ。それに比べれば、敗戦後の表情はただの堕落にすぎない。
終戦後、我々は自由を許された。だがあらゆる自由を許された時、人は自らの不可解な限定とその不自由さに気づくだろう。人間は永遠に自由では有り得ない。なぜなら人間は生き、死なねばならず、そして人間は考えるからである。政治上の改革は一日にして遂行されるが、人間の変化はそうはいかない。いにしえのギリシア哲学から一歩を踏みだされた人性が、今日の人間にどれほどの変化を示しているのだろうか。戦争がいかに凄まじい破壊と運命を齎そうが人間自体をどう為しうるものでもない。
戦争は終り、特攻隊の勇士はすでに闇屋となった。人間が変わったのではなく、ただ元の人間へ戻ってきただけである。幻影にすぎなかった天皇も人間になるところから真実の天皇の歴史が始まるのかもしれない。人間は堕落する。義士も聖女も堕落し、それを防ぐことはできず、また防ぐことによって人を救うことはできない。人間は生きそして堕ち、そのこと以外の中に人間を救う便利な近道はない。戦争に負けたから堕ちるのではない。人間だから堕ちるのであり、生きているから堕ちるだけである。
しかしながら、人間は永遠に堕ちぬくことはできないだろう。なぜなら人間の心は苦難に対し鋼鉄のようにはいかず、人間は可憐であり脆弱であり、それゆえ愚かなものであるが、堕ちぬくためには弱すぎる。人は結局のところ、早世の処女の純潔や聖女を求め、武士道を編み出さずにはいられず、天皇を担ぎ出さずにはいられなくなるだろう。
だが他者からの借り物でなく、自分自身の純潔なるものを留め、自分自身の武士道ないしは天皇を編み出すためには、人は正しく堕ちる道を堕ちきることが必要なのである。そして人が堕ちるが如く日本もまた堕ちることが必要であり、堕ちる道を堕ちきることにより、自分自身、日本自身を発見し救わなければならない。政治による救いなどは、上皮だけの愚にもつかないものなのだ。
続堕落論
坂口は、その後『続堕落論』において日本人の美徳とされる「耐乏」、「忍苦」の精神について、「ボタン一つ押し、ハンドルを廻すだけですむことを、一日中エイエイ苦労して、汗の結晶だの勤労のよろこびなどと、馬鹿げた話」と批判、農村精神に支配されているのが日本文化の実態であり、権力者に支配されているのが天皇制の実態であり、欺瞞の国へ戻らないために「健全なる道義」から堕落することを主張した。また世界連邦論、共産主義についても厳しい批判を行った。

## 作品評価・研究
『堕落論』は、坂口の思想とその生き方を決定した評論であり、一つの達成的作品となっており、多くの作家や評論家にも高く評価された。
同じ坂口安吾の評論である『青春論』と共に『堕落論』を折りにふれ何度も読んだという檀一雄は、「安吾のあの強烈な孤独の表情を軸とし、ある時は、わが身に絶望の鞭を加え、また、切ない気持ちで言い知れない勇気を与えられてきた」と述べ、『堕落論』をはじめとする作品に、「安吾の生活の情熱と思考の表裏一体した真摯な様相」が見られるとし、その声を、「おおらかな詩人の規模を恃し、世俗におもねらない苦行者の精神に燃えていた人の滅びない新しい声であった。また、我々の日常として滅びない新しい声は曲解されやすいものである」と解説している。
磯田光一は『堕落論』を、「旧来のモラルの否定という次元で読まれるべきものではない」とし、安吾の意味する「堕落」とは、「虚飾を捨てて人間の本然の姿に徹せよ」ということだと述べている。そして、そういった姿勢を貫き、戦中戦後の現実を生きてきた安吾にとって、「世のリアリズム文学は、たんなる感傷としか映らなかった」とし、「人生には科学的合理主義によってはとらえられない領域が確かにある。安吾はただそういう領域のうちに人間を見据えていたのである」と解説している。
また磯田は、「人間の“救いのなさ”と“絶対的孤独”」と、「偉大であるとともに卑小な存在」である人間の姿を、安吾の心は「永遠の相の下に見つめていた」とし、以下のように安吾の世界観を考察している。
そして、そういった安吾の考え方は、「現にある日本の姿を、日本人の現実を、あるがままの姿で受容する態度」を示しているだけで、「戦後の進歩主義思想とは、明確な一線を画している」と磯田は述べ、その両者の違いを、「進歩主義者は、“進歩”という幻影を生きているが、安吾の目には、あるがままの現実こそが問題であった」と解説している。
中畑邦夫は、柄谷行人が安吾の思想的位置づけを、左翼的か右翼的かという軸でなく、啓蒙主義的かロマン主義的かという軸で見られるべきであると主張していることを敷衍しながら、安吾の言説から「天皇制批判」の主張を読み解く研究者や、安吾を左翼だとする見方を否定して、「安吾自身がみずからの思想への社会主義の影響をはっきり否定しているのであって、安吾の思想が左翼的であるとは断じて言えないのである」と述べ、安吾の思想を「右翼的であるとする観方も左翼的であるとする観方もともに一面的」であり、そういう観点で作品を捉えることは、「安吾の思想のもつはるかに広い射程」を見失ってしまうと解説している。
西部邁は『堕落論』の本質は最後の数行にあるとし、そこで坂口が言わんとしていることについて、先に戦争における「偉大な破壊、その驚くべき愛情。偉大な運命、その驚くべき愛情」は実に讃嘆に値するものであったが、それは、「堕落ということの驚くべき平凡さや平凡な当然さ」と比べれば、「泡沫のような虚しい幻影にすぎないという気持がする」という意味だと説明し、西部はその安吾の言い分をさらに補足し、「しかし人間は幻影なしには生きられぬほどに弱いのであるから、いわば、限界点まで堕落したところで自分が是が非でも持ちたいと思うような幻影をみつけ出せということである」と解説している。
七北数人は、『堕落論』をはじめとする安吾の評論について、「メッセージ性、というより、伝えたい思いが強いのだろう。言葉は時に刃のように、時には喉をうるおす泉のように、ストレートに胸に響く。一言半句だに魂のこもらぬ言葉はない。別世界の構築が必要な小説では、こうは行かない」と述べている。また、その安吾の言葉は思想家や評論専門の言葉とは違い、「骨の髄から小説家である人にしか書けないものだ。小説家ならではの視点で、人間心理の曖昧さ、複雑さに深くえぐり込んでいく」と解説している。
三島由紀夫は安吾とは直接には対面する機会はなかったものの、安吾の仕事にはいつも敬愛の念を寄せていたとし、安吾の戦後の生き方を以下のように解説している。
安吾自身は「三、四十年もたってみなさい。坂口安吾の『堕落論』なんて、なんのこったこんな当り前のこと言ってやがるにすぎないのか、こんなことは当然にきまってるじゃないか、バカバカしい、そう言うにきまっている。そのあまりにも当然なことが、今までの日本に欠けていたのである。」としている。

## おもな刊行本・音声資料
- 『堕落論』（銀座出版社、1947年6月25日） NCID BN08512624
  - 装幀：原弘、坂口安吾。フランス装。後記：坂口安吾。総313頁。
  - 収録作品：第一部（「日本文化私観」、「青春論」）、第二部（「「堕落論」、「続堕落論」、「デカダン文学論」、「劇作者文学論」）、第三部（「FARCE に就て」、「文学のふるさと」、「咢堂小論」、「文芸時評」、「風俗時評」）、第四部（「長島の死に就いて」、「エスキス・スタンダール（長島萃遺稿）」）
- 文庫版『堕落論』（角川文庫、1957年5月30日。改版1995年、新装版2007年6月）
  - カバー装幀：菊地信義。解説：檀一雄。磯田光一「坂口安吾――人と作品」。年譜。
  - 収録作品：「日本文化私観」、「青春論」、「堕落論」、「続堕落論」、「デカダン文学論」、「戯作者文学論」、「悪妻論」、「恋愛論」、「エゴイズム小論」、「欲望について」、「大阪の反逆」、「教祖の文学」、「不良少年とキリスト」
  - ※ 2007年（平成19年）6月の新装版より、カバー装画：メグ・ホソキ。
- 文庫版『堕落論』（新潮文庫、2000年6月1日）
  - カバー装幀：平野甲賀。解説：柄谷行人「坂口安吾とフロイト」。初出一覧。年譜。
  - 収録作品：「今後の寺院生活に対する私考」、「FARCE に就て」、「文学のふるさと」、「日本文化私観」、「芸道地に堕つ」、「堕落論」、「天皇小論」、「続堕落論」、「特攻隊に捧ぐ」、「教祖の文学」、「太宰治情死考」、「戦争論」、「ヨーロッパ的性格、ニッポン的性格」、「飛騨・高山の抹殺」、「歴史探偵方法論」、「道鏡童子」、「安吾下田外史」
- 文庫版『堕落論・日本文化私観 他二十二篇』（岩波文庫、2008年9月17日）
  - 装幀：精興社。カバー写真撮影：林忠彦。解説：七北数人
  - 収録作品：「ピエロ伝道者」、「FARCEに就て」、「ドストエフスキーとバルザック」、「意欲的創作文章の形式と方法」、「枯淡の風格を排す」、「文章の一形式」、「茶番に寄せて」、「文字と速力と文学」、「文学のふるさと」、「日本文化私観」、「青春論」、「咢堂小論」、「墜落論」、「続墜落論」、「武者ぶるい論」、「デカダン文学論」、「インチキ文学ボクメツ雑談」、「戯作者文学論」、「余はベンメイす」、「恋愛論」、「悪妻論」、「教祖の文学」、「不良少年とキリスト」、「百万人の文学」
- 文庫版『堕落論』（集英社文庫、1990年11月20日。新装版2009年6月）
  - 解説：井口時男。鑑賞：立松和平
  - 収録作品：「堕落論」、「続堕落論」、「日本文化私観」、「恋愛論」、「不良少年とキリスト」、「FARCEについて」、「文学のふるさと」、「風博士」、「桜の森の満開の下」
  - ※ 2009年（平成21年）6月の新装版より、カバー装画：久保帯人
- 文庫版『堕落論・特攻隊に捧ぐ――無頼派作家の夜』（実業之日本社文庫、2013年12月5日）
  - 編集・解説：七北数人
  - 収録作品：「堕落論」「続堕落論」「白痴」「戦争と一人の女〔無削除版〕」「真珠」「特攻隊に捧ぐ」「わが戦争に対処せる工夫の数々」「青年に愬う――大人はずるい――」「朴水の婚礼」「桜の森の満開の下」「木枯の酒倉から」「――聖なる酔っ払いは神々の魔手に誘惑された話――」「酒のあとさき」「ちかごろの酒の話」「歓楽極まりて哀情多し」「反スタイルの記」「机と布団と女」「大阪の反逆」「不良少年とキリスト」
- 朗読CD『白痴/堕落論/続堕落論』（新潮社、2000年4月）
  - ケース装画：中島洋子。装幀：新潮社装幀室。
  - CD2枚（145分）。ライナーノート（作品解説：絓秀実）。
  - 朗読：名古屋章。演出：香西久
  - 収録作品：「白痴」、「堕落論」、「続堕落論」
- 英文版『Literary Mischief: Sakaguchi Ango, Culture, and the War （New Studies of Modern Japan）』（訳：James Dorsey、編集：James Dorsey、Doug Slaymaker）（Lexington Books,、2010年5月30日）
  - 収録作品：日本文化私観（A Personal View of Japanese Culture）、真珠（Pearls）、堕落論（Discourse on Decadence）、続堕落論（Discourse on Decadence, Part II）

## おもな舞台化
- 岡崎藝術座 第一回公演『堕落論』
  - 2003年（平成15年）8月1日 - 9日 高田馬場・異邦人
  - 脚本：神里雄大
  - 出演：あきやまかおる、小林麻友子、神里雄大

## テレビ放送
- 『乃木坂浪漫』（テレビ東京） 
  - 2012年（平成24年）4月3日
  - 出演：橋本奈々未
  - ※ 朗読